# Гребля Сіді-Абделлі

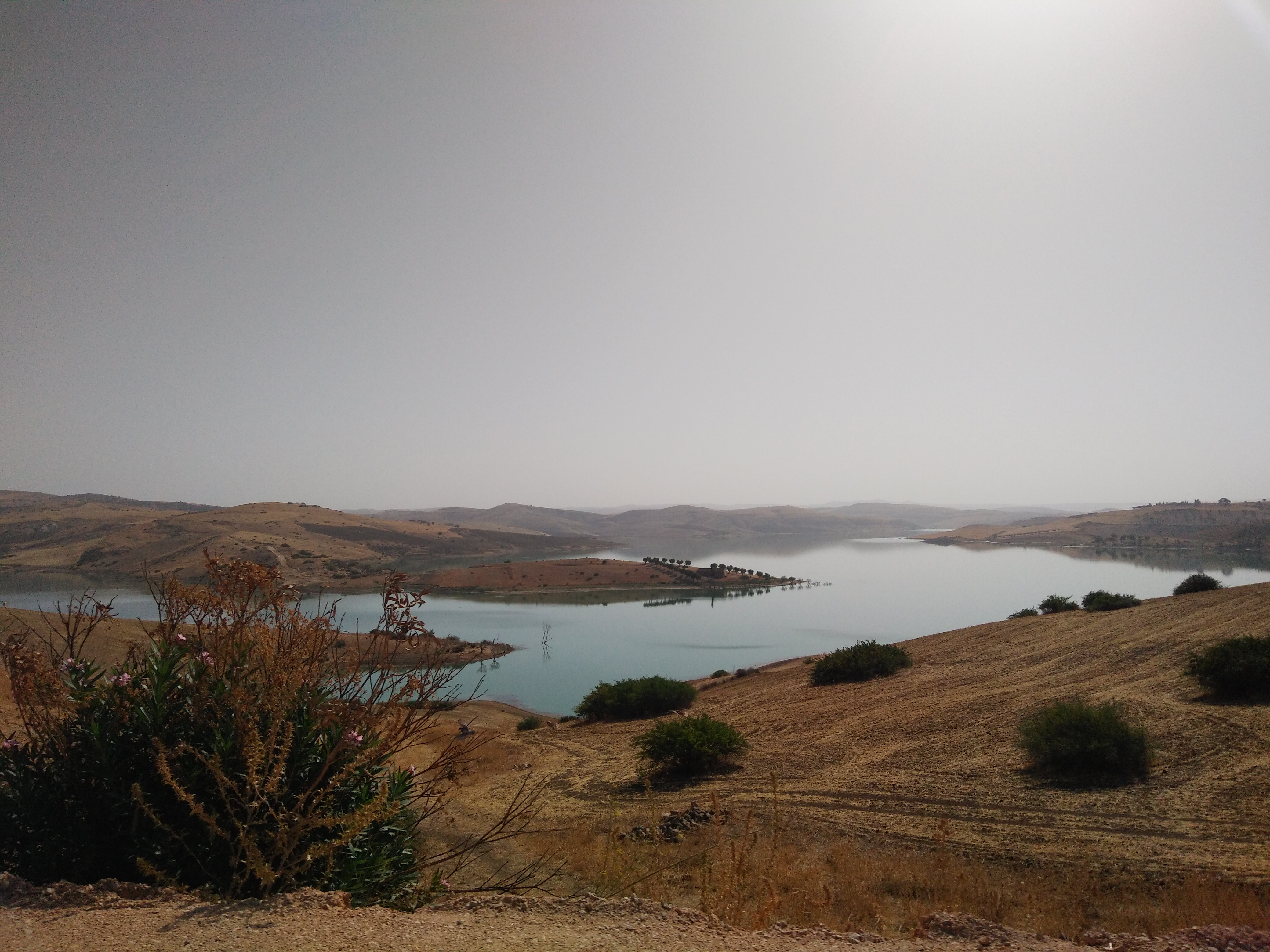
Водосховище греблі

Гребля Сіді-Абделлі (Sidi Abdelli) — гідротехнічна споруда на півночі Алжиру. Також відома як гребля El-Izdihar.
Греблю спорудили в 1979—1989 роках на уеді Іссер, правій притоці уеду Тафна, що впадає до Середземного моря за дев'ять десятків кілометрів на південний схід від Орана. Водозбірний басейн вище від споруди становить 1137 км2, а її головним призначенням є водопостачання та іригація.
У межах проєкту долину уеду перекрили земляною греблею з водонепроникним ядром висотою 60 метрів та довжиною 665 метрів.
Гребля утворила водосховище об'ємом 110 млн м3. При нормальному рівні на позначці 345 метрів НРМ водойма має площу поверхні 6,6 км2. Під час повені рівень може зростати до 351,3 метра НРМ (гребінь греблі перебуває на позначці 353,5 метра НРМ).